# Quai du Général-Sarrail
Le quai du Général-Sarrail est une voie routière de la rive gauche du Rhône dans le 6e arrondissement de Lyon, en France. Il rend hommage à Maurice Sarrail (1856-1929), militaire et général français, ayant notamment combattu lors de la Première Guerre mondiale (1914-1918) et la grande révolte syrienne dite également « révolution druze » (1925-1927).

## Situation
Il relie les ponts Morand et Lafayette.

## Odonymes
Il porte le nom du général Maurice Sarrail (1856-1929), commandant en chef de l'armée française d'Orient de 1915 à 1917 puis haut-commissaire de France au Levant.
Auparavant, il a été dénommé cours Bourbon (jusqu'en 1825 puis de 1852 à 1877), cours de l'Égalité (1848-1852), quai Castellane et quai des Brotteaux (de 1877 à 1929). Son nom actuel est attribué le 30 septembre 1929 par délibération municipale.

### Description
Il dessert la passerelle du Collège. Sa longueur est d'environ 560 m. Il est longé par la Voie Lyonnaise 1.

## Lieux remarquables
- Immeuble Barioz